# Table des caractères Unicode/U11D00
Cette page contient des caractères spéciaux ou non latins. S’ils s’affichent mal (▯, ?, etc.), consultez la page d’aide Unicode.
Table des caractères Unicode U+11D00 à U+11D5F.

## Gondi de Masaram(Unicode 10.0)
Caractères utilisés pour le gondi de Masaram (en).

### Table des caractères
| en fr   | 0 | 1 | 2 | 3 | 4 | 5 | 6 | 7 | 8 | 9 | A | B | C | D | E | F |
| ------- | - | - | - | - | - | - | - | - | - | - | - | - | - | - | - | - |
| U+11D00 | 𑴀 | 𑴁 | 𑴂 | 𑴃 | 𑴄 | 𑴅 | 𑴆 |   | 𑴈 | 𑴉 |   | 𑴋 | 𑴌 | 𑴍 | 𑴎 | 𑴏 |
| U+11D10 | 𑴐 | 𑴑 | 𑴒 | 𑴓 | 𑴔 | 𑴕 | 𑴖 | 𑴗 | 𑴘 | 𑴙 | 𑴚 | 𑴛 | 𑴜 | 𑴝 | 𑴞 | 𑴟 |
| U+11D20 | 𑴠 | 𑴡 | 𑴢 | 𑴣 | 𑴤 | 𑴥 | 𑴦 | 𑴧 | 𑴨 | 𑴩 | 𑴪 | 𑴫 | 𑴬 | 𑴭 | 𑴮 | 𑴯 |
| U+11D30 | 𑴰 | 𑴱  | 𑴲  | 𑴳  | 𑴴  | 𑴵  | 𑴶  |   |   |   | 𑴺  |   | 𑴼  | 𑴽  |   | 𑴿  |
| U+11D40 | 𑵀  | 𑵁  | 𑵂  | 𑵃  | 𑵄  | 𑵅  | 𑵆 | 𑵇  |   |   |   |   |   |   |   |   |
| U+11D50 | 𑵐 | 𑵑 | 𑵒 | 𑵓 | 𑵔 | 𑵕 | 𑵖 | 𑵗 | 𑵘 | 𑵙 |   |   |   |   |   |   |

### Historique

#### Version initiale Unicode 10.0
C'est à ce jour la seule version publiée.